# Betaherpesvirinae
Betaherpesvirinae è una sottofamiglia della famiglia Herpesviridae, principalmente contraddistinta per il proprio tasso di riproduzione più lento, in comparazione alle altre sottofamiglie di Herpesviridae.
I generi appartenenti a questa sottofamiglia sono i seguenti:
- Cytomegalovirus
- Muromegalovirus
- Roseolovirus
  - Herpesvirus umano 6 e Herpesvirus umano 7
- Proboscivirus

Alla sottofamiglia vanno aggiunte anche le specie Caviid betaherpesvirus 2 e Tupaiid betaherpesvirus 1, non assegnate ad alcun genere.
Il loro sito di latenza (le cellule in cui si annidano dopo la prima infezione) è costituito dai leucociti, dalle ghiandole salivari, dai tubuli renali.